# Willem Gijssels

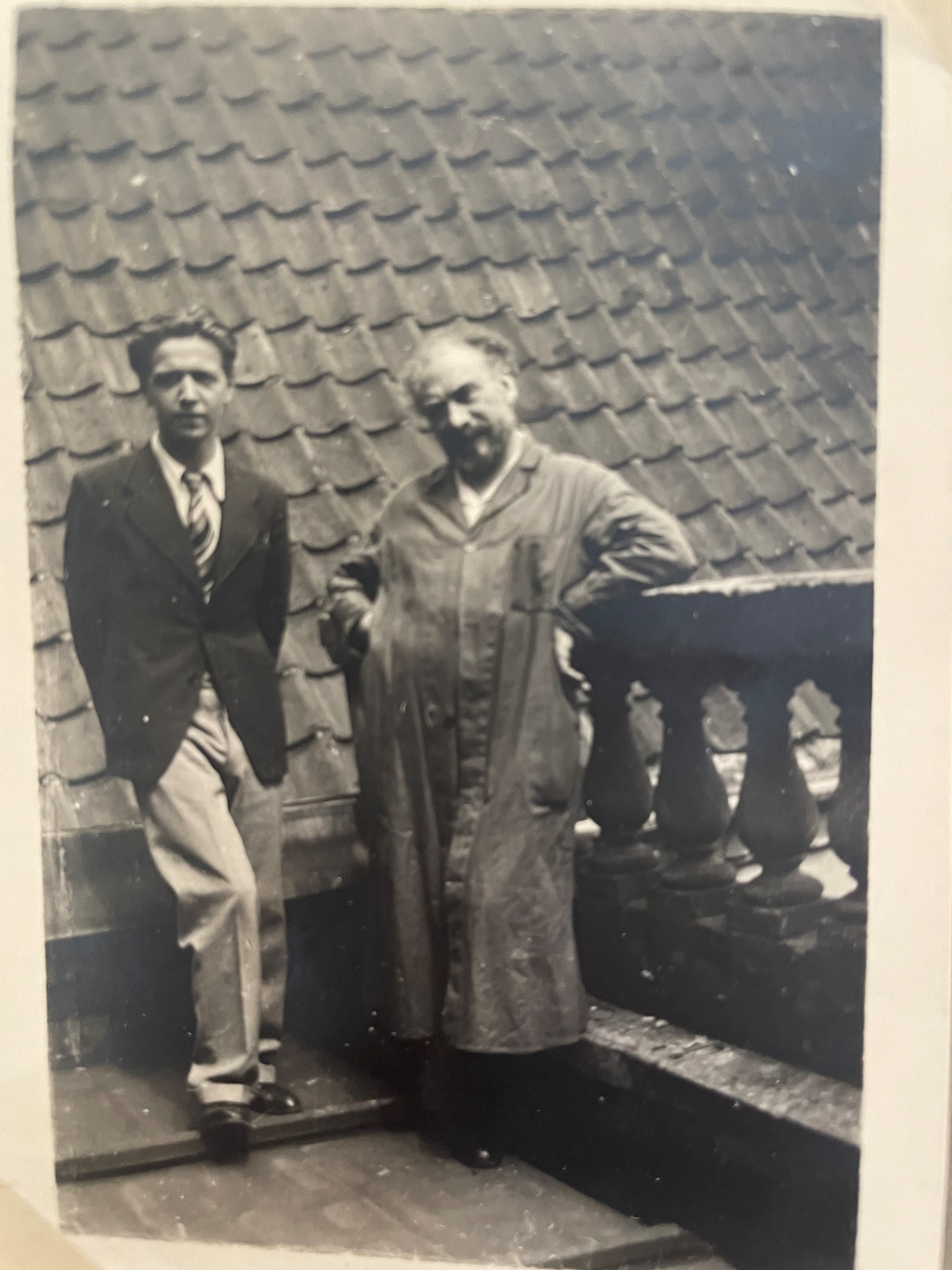
Herwig Hensen en Willem Gijssels in 1937

Willem Gijssels (Dendermonde, 23 april 1875 – Antwerpen, 5 februari 1945) was een Belgisch dichter, librettist, vertaler en ambtenaar.

## Situering
Gijssels was een man van het gelegenheidsgedicht. Hij schreef er honderden, zowel op de dag van Borms' veroordeling in 1919 (onder het pseudoniem W. Strybits) als voor de opening van de Antwerpse Scheldetunnels in 1933. In het Antwerpse satirische weekblad Tybaert de Kater (1890-1960) had hij als 'Salamander' een berijmde column.
Hij schreef cantates ter herdenking van Hendrik Conscience in 1912 op muziek van August de Boeck en van Albrecht Rodenbach in 1931, op muziek van Jef Van Hoof.
Hij schreef 
- het Lied van het Algemeen Nederlandsch Verbond, getoonzet door Emiel Hullebroeck in 1908,
- het Lied van de IJzerbedevaarten, 'O Kruis van den IJzer", getoonzet door Jef Van Hoof in 1924,
- het Staplied van den Vlaamschen Toeristenbond, getoonzet door Renaat Veremans in 1931,
- en de liederen, eveneens op muziek van Veremans, voor de eerste Vlaamse films van Jan Vanderheyden, De Witte (1934) en Uilenspiegel leeft nog (1935),
- de Van-Gansenmarsch (1942).

Als gemeentelijk ambtenaar schreef hij (onder meer op verzoek van Camille Huysmans) veel gelegenheidsgedichten voor vaderlandslievende plechtigheden.

## Levensloop
Gijssels was een van de negen kinderen van de marmerhouwer Gijssels (†1888) en van Constantia Hiel (†1882), een zus van de schrijver Emmanuel Hiel.
Na de dood van de vader verhuisden de kinderen naar Brussel. Willem volgde er middelbaar onderwijs (1889-1891) bij de Vlaamsgezinde Limburger Jan-Matthijs Brans.
In 1892 werd hij leerjongen en klerk in een kunstbloemenzaak in Brussel die behoorde aan de Great Eastern Railways. Na enkele tijd werd hij tolk in Liverpool Street Station in Londen.
Hij schreef er het gedicht ’t Zijn weiden als wiegende zeeën, dat zeer bekend werd nadat het in 1912 door Renaat Veremans op muziek werd gezet. Hij keerde naar België terug en werkte er tot aan de Eerste Wereldoorlog als beambte bij de Britse spoorwegmaatschappij.
Tussen 1893-1895 publiceerde hij onder de schuilnaam Willy Wielants gedichten in lokale bladen zoals de Gazette van Dendermonde, het liberale Turnhoutse weekblad De Waarheid (1895) en het geïllustreerde Brusselse weekblad Vlaamsch en Vrij (1893).
Tussen 1897 en 1909 was hij lid van een Antwerpse groep waar ook Lode Baekelmans en Ary Delen toe behoorde, en hij publiceerde verzen in de Antwerpse bladen Onze Vlagge (in 1897), Alvoorder (in 1900), Ontwaking (1903-1909), Nieuwe Arbeid (1903-1904) en het tijdschrift Vlaanderen (1903) van Herman Teirlinck.
In 1900 werd hij lid van het door Brans gestichte Brusselse literaire genootschap De Distel, waar ook zijn oom Edgar Tinel toe behoorde. In 1901 trouwde hij burgerlijk in Brussel met Adelina Lauwens en in 1902 kerkelijk. Max, het zoontje uit dit huwelijk, overleed in 1902, een maand na de geboorte. Haar zus Mathilde was toen al getrouwd met Herman Teirlinck. 
In 1903 was hij medestichter van de kunstkring Doe Stil Voort. De kring werd ontbonden kort voor de Eerste Wereldoorlog. Gijssels was er in 1912 wegens flamingantisme al uitgezet. In 1917 werd de kring – onder bescherming van de Raad van Vlaanderen – heropgericht onder impuls van Felix De Boeck, Prosper De Troyer, Victor Servranckx, Jan Cockx, Jos Leonard, Jozef Peeters en Edmond Van Dooren. Willem Gijssels werd er tot voorzitter verkozen. De vereniging was een activistisch initiatief en werd met Duits geld gefinancierd. In 1918 werd ze ontbonden en Gijssels sloeg op de vlucht naar Nederland. 
In 1904 was hij medestichter – samen met onder anderen de componist Arthur Wilfort en de zanger Floris T'Sjoen – van de Vlaamsche Muziekschool (nadien Wilfort-Muziekschool genoemd). Samen met Arthur Wilfort was hij betrokken bij muzikale initiatieven zoals de uitgave van Het Vlaamsche Lied en de 'liederavonden voor het volk'.
In november 1911, naar aanleiding van een bezoek van Koningin Wilhelmina van Nederland aan de Grote Markt in Brussel, waar alles in het Frans verliep, liet Gijssels aan het 'Vlaamsch Huis' een spandoek ontrollen, met daarop de tekst: Spreek uw taal.
In november 1915 richtte het Nationaal Vlaamsch Verbond aan koning Albert I van België een brief die was ondertekend door A.J. de Vos als voorzitter en Willem Gijssels als 'schrijver'. Hierin werd geprotesteerd tegen de administratieve sancties die waren genomen tegen de in Nederland verblijvende activisten René Declercq en Antoon Jacob.
In oktober 1916 nam hij de redactie op zich van Vlaamsch Leven, een  uitgesproken flamingantisch blad (1915-1918). Daarin werd verslag uitgebracht over de vernederlandsing van de Gentse universiteit en over de Vlaamse werking in het krijgsgevangenkamp in Göttingen. Er verschenen ook veel artikelen in die de Vlaamse grootheid verheerlijkten. Het blad was tevens de literaire verzamelplaats was debuterende jonge dichters: Victor  Brunclair, Gaston Burssens, Marnix van Gavere, Marnix Gijsen, Armand W. Grauls, Raymond Herreman, Karel Leroux, Joannes Marijnen, Alice Nahon, Paul van Ostaijen, Maurice Roelants, Urbain van de Voorde, Frank van den Wijngaert en anderen.
In 1918 naar Nederland gevlucht, werd Gijssels in Den Haag proeflezer van het Franstalige en Engelstalige dagblad La Gazette de Hollande en gaf tevens privélessen Frans. In 1921 kwam hij berooid in Antwerpen terug en tot in 1931 was hij er klerk bij een scheepvaartbedrijf. In 1931 werd hij, op voorspraak van Emmanuel De Bom, bediende bij de Antwerpse stadsbibliotheek. In 1933 werd hij belast met de inventarisatie van alles wat geschonken werd aan het nieuwe Museum van de Vlaamsche Letterkunde. Van 1933 tot 1944 werkte hij in dit museum, achtereenvolgens onder Lode Baekelmans en Ger Schmook.
In december 1944 werd hij als stadsambtenaar geschorst, omdat hij tot de begunstigden had behoord van de zogenaamde Bormscommissie.

## Eerbetoon
- De naam Willem Gijssels werd in 1953 gegeven aan een nieuwe straat op de Antwerpse Linkeroever.
- Zijn graf werd in 1955 overgebracht naar het Erepark van de begraafplaats Schoonselhof in 1955.

## Publicaties
- Wandelingen, poëzie, Antwerpen, Nederlandsche Boekhandel, 1903.
- Van bosch en boom, poëzie, Antwerpen, Nederlandsche Boekhandel, 1927.
- Liederen, poëzie, Antwerpen, Algemeene Drukkerij Gust Janssens, 1927.
- Zij zingen, kindergedichten, Brussel, J. Meuwissen, 1928.
- Leven en droom, poëzie, Den Haag,  Zuid-Hollandsche Uitgeversmaatschappij, 1935.
- Opvoering van de opera Mater Dolorosa gecomponeerd door een jonge Daniel Sterneveld op een libretto van Willem Gijssels, 1935.
- De krekel en de mier, jeugdtheater, Antwerpen, Uitgeverij Jos Janssens, 1936.
- Het klooster, toneel, naar Emile Verhaeren, Le Cloître, 1900. In het Nederlandsch nagedicht door Willem Gijssels, Antwerpen,  Uitgeverij Jos Janssens, 1936.
- Een vedel in den avond, anthologie, verzameld en ingeleid door Ludo Simons, Hasselt, Heideland, 1972.